# Сьерра-Мохада
Сьерра-Мохада (исп. Sierra Mojada) — малый город в Мексике, штат Коауила, входит в состав одноимённого муниципалитета и является его административным центром. Численность населения, по данным переписи 2020 года, составила 462 человека.

## Общие сведения
Название Sierra Mojada с испанского языка дословно можно перевести как мокрая горная цепь, это можно отнести к тому, что горная гряда похожа на морскую волну, вблизи которой в 1869 году был основан рабочий посёлок при серебряных рудниках.